# Peta Wilson
Peta Gia Wilson (Sydney, 18 de novembre de 1970) és una actriu, dissenyadora de llenceria i model australiana. El seu paper més conegut és el de Nikita a la sèrie de televisió La Femme Nikita.

## Biografia
Wilson va néixer a Sydney el 18 de novembre de 1970. És filla de l'empresària de càtering Karlene White Wilson i Darcy Wilson, suboficial de l'exèrcit australià. Va passar uns anys a Papua Nova Guinea, on el seu pare estava destinat. El matrimoni dels seus pares finalitzà el 1982.
Wilson va treballar com a model a Austràlia i a Europa, abans de traslladar-se a Los Angeles el 1991 per estudiar interpretació amb Arthur Mendoza a l'Actors Circle Theatre i amb Tom Waits al TomKat Repertory Group. Després de cinc anys de formació, Wilson va ser contractada per a alguns papers petits en films independents, com Naked Jane i Loser. L'any 1996, quan Wilson es preparava per continuar els estudis a Nova York, va ser escollida entre 200 aspirants per al paper protagonista de la sèrie televisiva La Femme Nikita, basada el film Nikita de Jean-Luc Bresson (1990).
Va interpretar l'actriu Anny Ondra al biopic televisiu Joe and Max (2002).
Va ser coprotagonista del film ‘’La Lliga dels Homes Extraordinaris'’ (2003) en el personatge de la vampira Mina Harker. Posteriorment ha actuat en sèries de televisió, en papers petits de pel·lícules i sèries i en curts, tant a Austràlia com als Estats Units.
El 2012 va llançar la marca de llenceria Wylie Wilson,
Wilson va viure en parella amb el director Damian Harris des de 1997 fins a la seva separació el 2000. Van tenir un fill, Marlowe Harris-Wilson, nascut al febrer del 2000.

## Filmografia
| Any  | Títol                                                                      | Paper                      | Notes                                |
| ---- | -------------------------------------------------------------------------- | -------------------------- | ------------------------------------ |
| 1995 | The Sadness of Sex                                                         | La noia dels seus somnis   |                                      |
| 1995 | Naked Jane                                                                 | Marissa                    |                                      |
| 1996 | Loser                                                                      | Alyssha Rourke             |                                      |
| 1997 | One of Our Own                                                             | Cpl. Jennifer Vaughn       |                                      |
| 2000 | Mercy                                                                      | Vickie Kittrie             |                                      |
| 2003 | La lliga dels homes extraordinaris (The League of Extraordinary Gentlemen) | Mina Harker                |                                      |
| 2006 | Superman Returns                                                           | Bobbie-Faye                |                                      |
| 2007 | Gardens of the Night                                                       | Sarah                      |                                      |
| 2009 | Beautiful                                                                  | Sherrie                    |                                      |
| 2010 | Errand boy                                                                 | Genie                      | Curt                                 |
| 2011 | Somewhere Tonight                                                          | Noia amb una cosa especial | Veu Figura als crèdits com Vera Lune |
| 2012 | Liberator                                                                  | Marla Criswell             | Curt                                 |
| 2015 | Dutch Kills                                                                | Ladye Bishop               |                                      |

| Year | Title                                | Role                   | Notes                                   |
| ---- | ------------------------------------ | ---------------------- | --------------------------------------- |
| 1996 | Woman Undone                         | Receptionista          | Telefilm                                |
| 1996 | Strangers                            | Martha                 | Episodi: "Going Without"                |
| 1996 | Highlander                           | Inspectora             | Episodi: "Promises"                     |
| 1997 | Vanishing Point                      | Noia de la motocicleta | Telefilm                                |
| 1997 | La Femme Nikita                      | Nikita                 | 96 episodis                             |
| 2001 | Other People                         | Harriet Stone          | Pilot                                   |
| 2001 | A Girl Thing                         | Alex                   | Mini-sèrie                              |
| 2002 | Joe and Max                          | Anny Ondra             | Telefilm                                |
| 2004 | False Pretenses                      | Dianne/Dee Dee         | Telefilm                                |
| 2005 | Jonny Zero                           | Aly                    | 2 episodis: "Bounty", "Diamonds & Guns" |
| 2006 | Two Twisted                          | Mischa Sparkle         | Episodi: "A Flash Exclusive"            |
| 2009 | Malibu Shark Attack                  | Heather                | Telefilm                                |
| 2010 | CSI: Miami                           | Amanda                 | Episodi: "Sudden Death"                 |
| 2012 | The Finder                           | Pope                   | Episodi: "Little Green Man"             |
| 2017 | Michael Hutchence: The Last Rockstar | Ella mateixa           | Documental                              |

## Premis i nominacions
| Any  | Obra                                  | Premi                                                                              | Resultat |
| ---- | ------------------------------------- | ---------------------------------------------------------------------------------- | -------- |
| 1998 | La Femme Nikita                       | Gemini Award Millor actuació femenina dramàtica en un paper protagonista continuat | Nominat  |
| 1998 | La Femme Nikita                       | OFTA Television Award Millor actriu en una sèrie per cable                         | Nominat  |
| 1998 | La Femme Nikita                       | Saturn Award Millor actriu de gènere en televisió                                  | Nominat  |
| 1999 | La Femme Nikita                       | Gemini Award Millor actuació femenina dramàtica en un paper protagonista continuat | Nominat  |
| 2003 | The League of Extraordinary Gentlemen | Saturn Award Millor actriu secundària                                              | Nominat  |